# BMW E9
E9 è la sigla progettuale di una famiglia di autovetture prodotte dalla Casa automobilistica tedesca BMW tra il 1968 ed il 1976.

## E9 e New Six
La famiglia delle vetture nate dal progetto E9 si compone dei modelli 2.800 CS, 3.0 CS, 3.0 CSi, 3.0 CSL e 3.0 CSLi. Assieme alle berline della serie E3, le BMW E9 costituiscono una famiglia più grande denominata (ma non in via "ufficiale") Neue Sechs (o New Six), poiché impiegano una nuova generazione di propulsori a 6 cilindri abbinati al resto della meccanica derivata dalle Neue Klasse.

## La genesi
La 2000 CS aveva ottenuto un discreto successo grazie alla linea gradevole, alle prestazioni brillanti e alla qualità costruttiva elevata, così la Casa di Monaco di Baviera pensò di elevarne il censo (ovvero il segmento di mercato d'appartenenza) installandovi il 6 cilindri in linea di 2,8 litri della nuova ammiraglia 2800, riprogettando gli interni e ridisegnando l'unica parte di carrozzeria che aveva suscitato perplessità: il frontale. L'intento era quello di trovare un'erede ideale alla sfortunata 3200 CS degli anni sessanta, ma ben presto la nuova vettura, si sarebbe visto, avrebbe raccolto in parte anche l'eredità dell'altrettanto sfortunata BMW-Glas 3000 V8.
Il nuovo frontale, opera di Giovanni Michelotti, diede notevole slancio a tutto il corpo vettura. Lo stilista Torinese eliminò i grossi fari rettangolari e la mascherina limitata al doppio "rene", in favore di un frontale a freccia (con vertice nel doppio rene), dotato di un'ampia mascherina (nera opaca) e di quattro fari circolari.

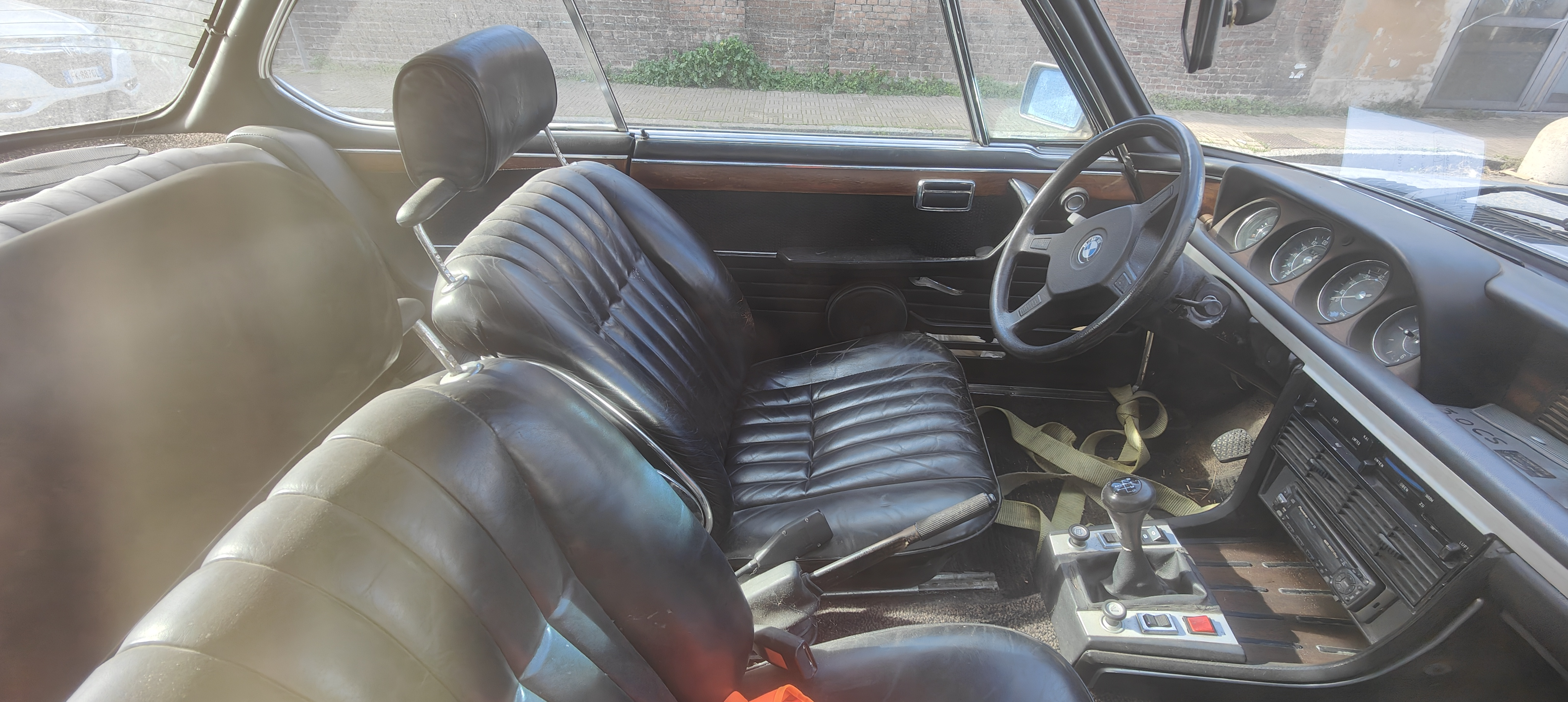
Il cruscotto della 3.0 CS del 1971

Il family feeling, accentuato anche dagli interni lussuosi, con l'ammiraglia E3 era notevole, tanto che il pubblico vedeva la nuova E9 come versione coupé della E3. In realtà, parte della meccanica, benché caratterizzata da soluzioni tecniche simili (trazione posteriore, sospensioni a ruote indipendenti sia davanti che dietro, sterzo a circolazione di sfere, cambio manuale a 4 marce o automatico a 3), era quella della Neue Klasse, e questo spiegava la presenza dei freni posteriori a tamburo sulle versioni minori della gamma (sulla E3 erano a disco, ma lo erano per esempio anche sulla 3.0 CSL). La prima variante della E9 ad esordire sul mercato fu la 2800 CS del 1968, equipaggiata col 6 cilindri monoalbero di 2788 cm³ con 2 carburatori da 170 CV.

## L'evoluzione

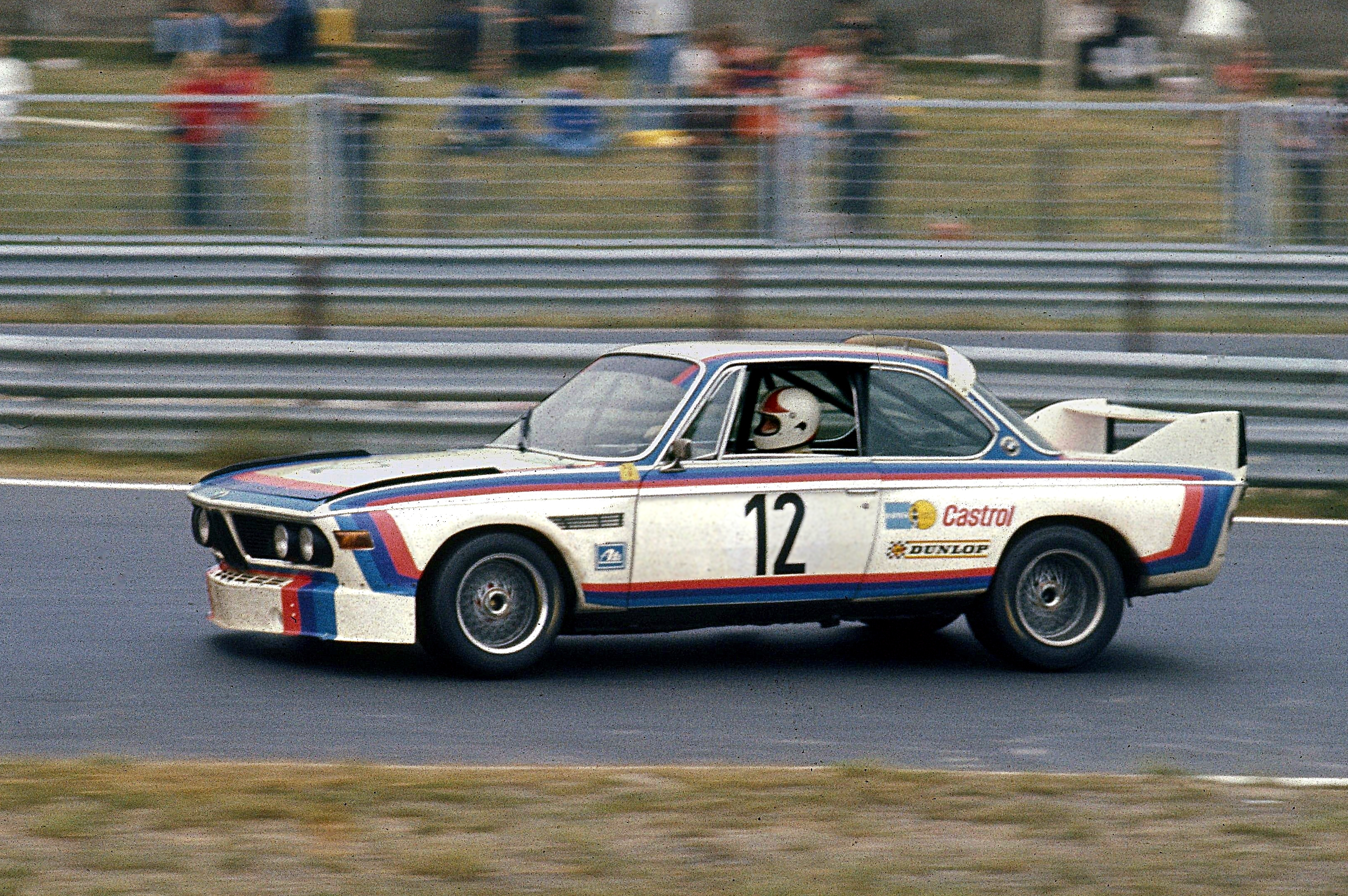
La 3.0 da competizione

Il notevole successo ottenuto dal modello spinse la BMW ad evolverlo. Nel 1971 la 2800 CS venne rimpiazzata dalle 3.0 CS e 3.0 CSi. 

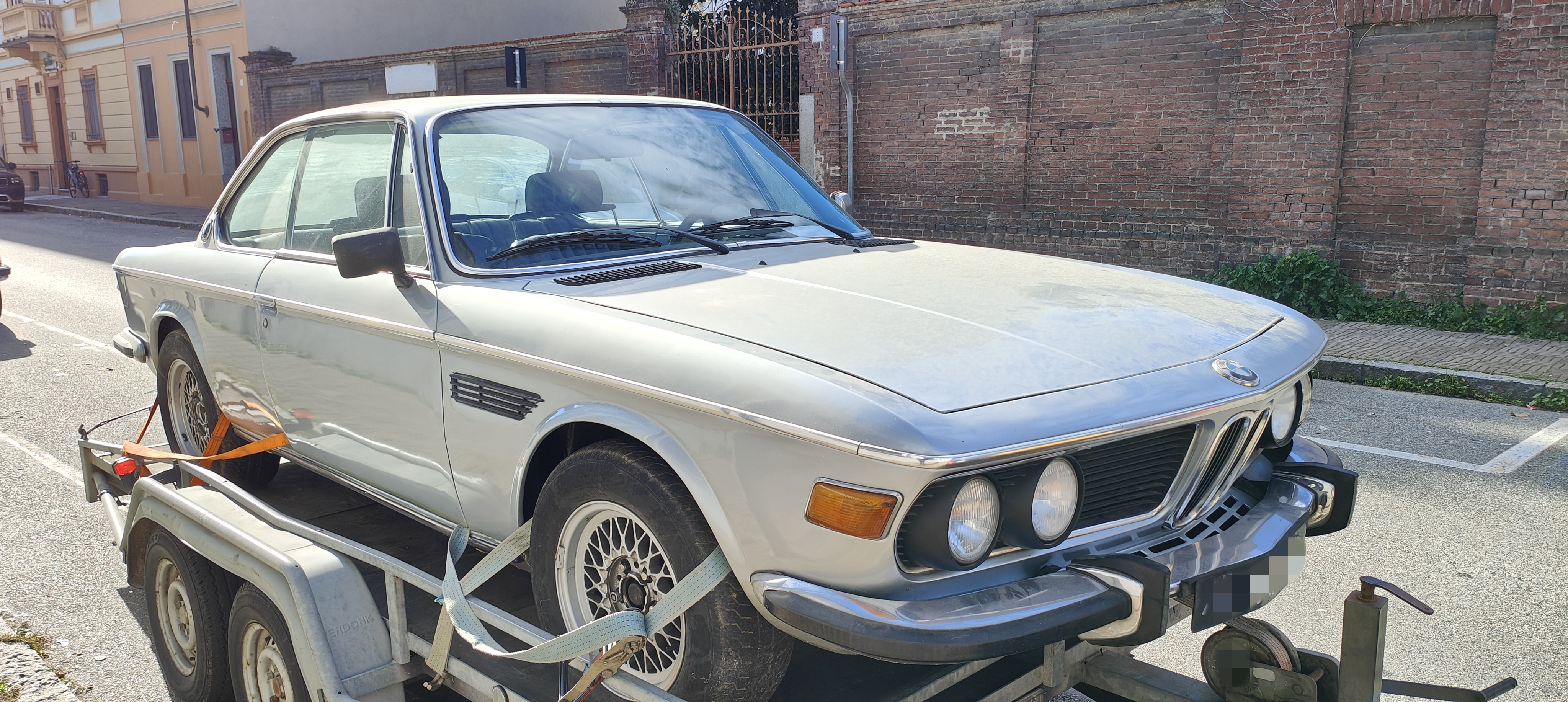
La parte anteriore della BMW 3.0 CS del 1971

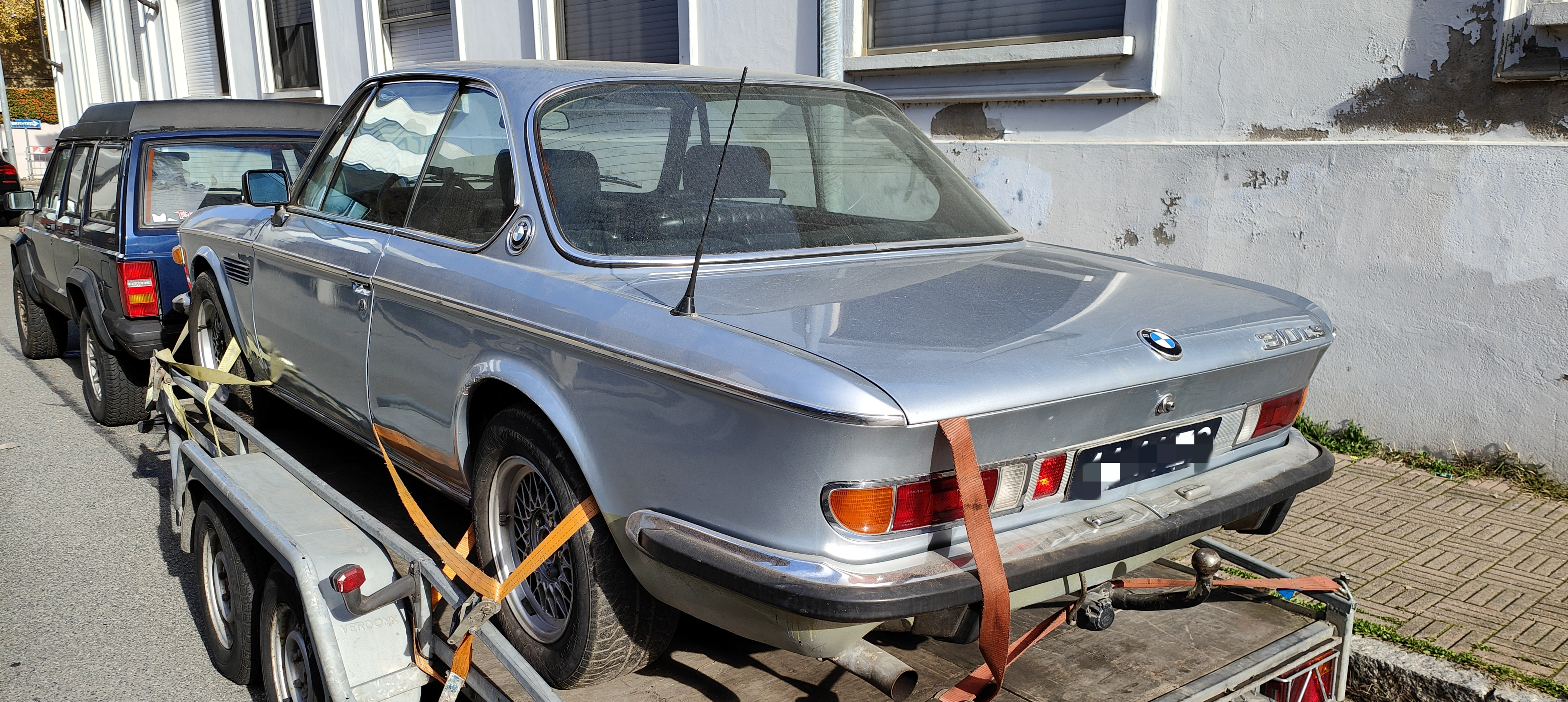
Il retro della 3.0 CS

Entrambe avevano una cilindrata maggiorata a 2986 cm³, ma, mentre la prima manteneva l'alimentazione a carburatori (180 CV), la seconda aveva un nuovo impianto di iniezione elettronica (200 CV).
Lo strapotere della Porsche nelle competizioni tra la fine degli anni sessanta e l'inizio degli anni settanta, indusse la BMW a sviluppare una versione da competizione della coupé E9. Così nel 1972 venne lanciata la 3.0 CSL, dotata di carrozzeria alleggerita di 130 kg (grazie all'impiego di cofani e portiere in alluminio, all'utilizzo di finestrini e lunotto in plexiglas e all'eliminazione di parte del materiale fonoassorbente), più adatta a fungere da base di partenza per la versione impiegata nel Campionato europeo turismo.

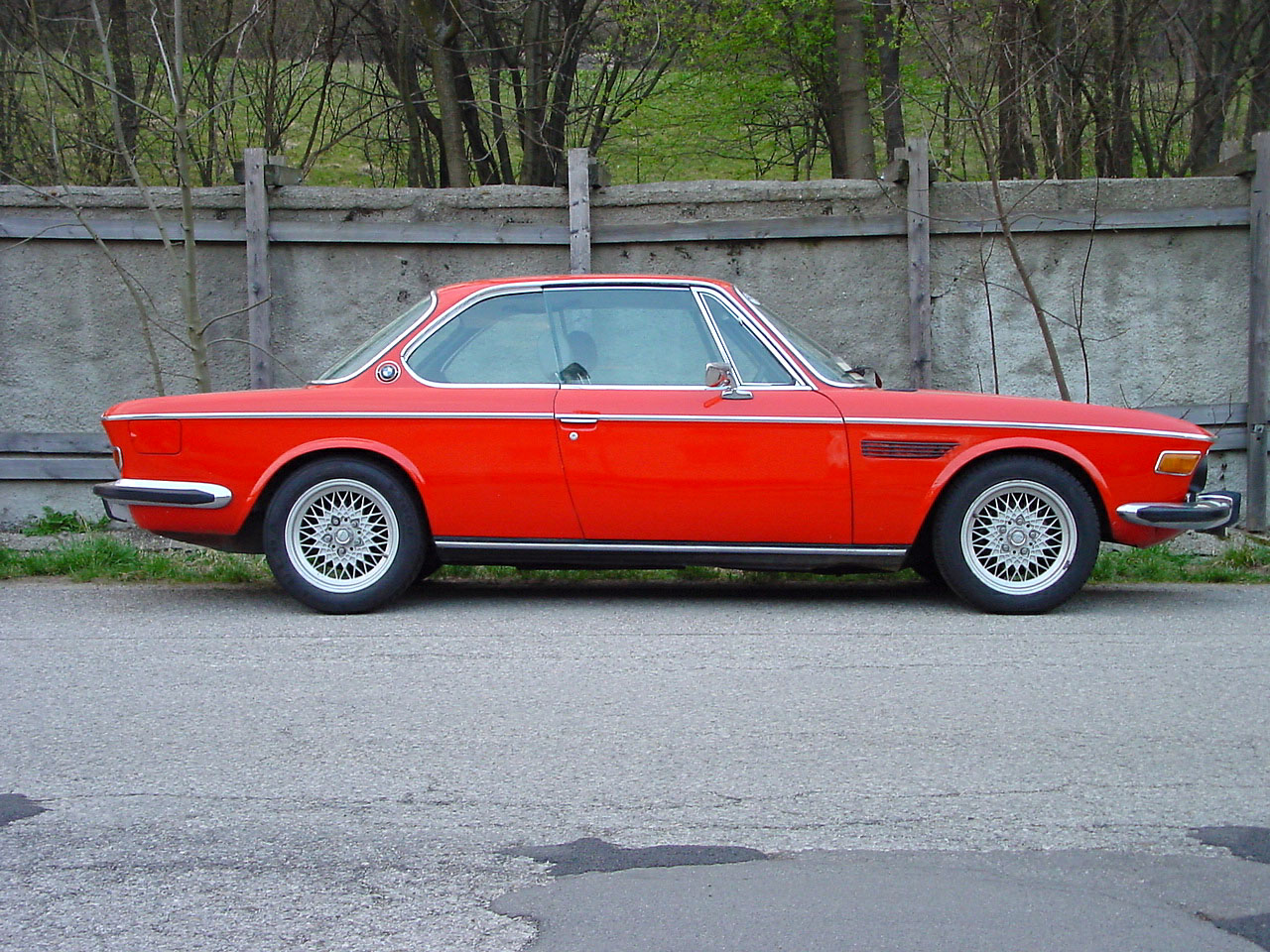
Vista laterale di una BMW 3.0 CSi

La 3.0 CSL (la L stava per leicht, leggera) adottava lo stesso motore a carburatori (più facili da regolare in gara dell'iniezione meccanica) da 180 CV della CS ed era riconoscibile per i passaruota cromati, i paraurti più sottili e verniciati di nero opaco e la strip adesiva laterale nera. L'allestimento interno, a parte i sedili sportivi in pelle e tessuto ed il volante "racing", era identico a quello delle versioni normali. Nel 1972 la Casa di Monaco introdusse la CSLi, una versione equipaggiata da un motore di cilindrata incrementata da 2986 a 3003 cm³ (per ottenere l'omologazione nella categoria "oltre 3 litri"), alimentato a iniezione elettronica (meglio regolabile di quella meccanica) da 200 CV.

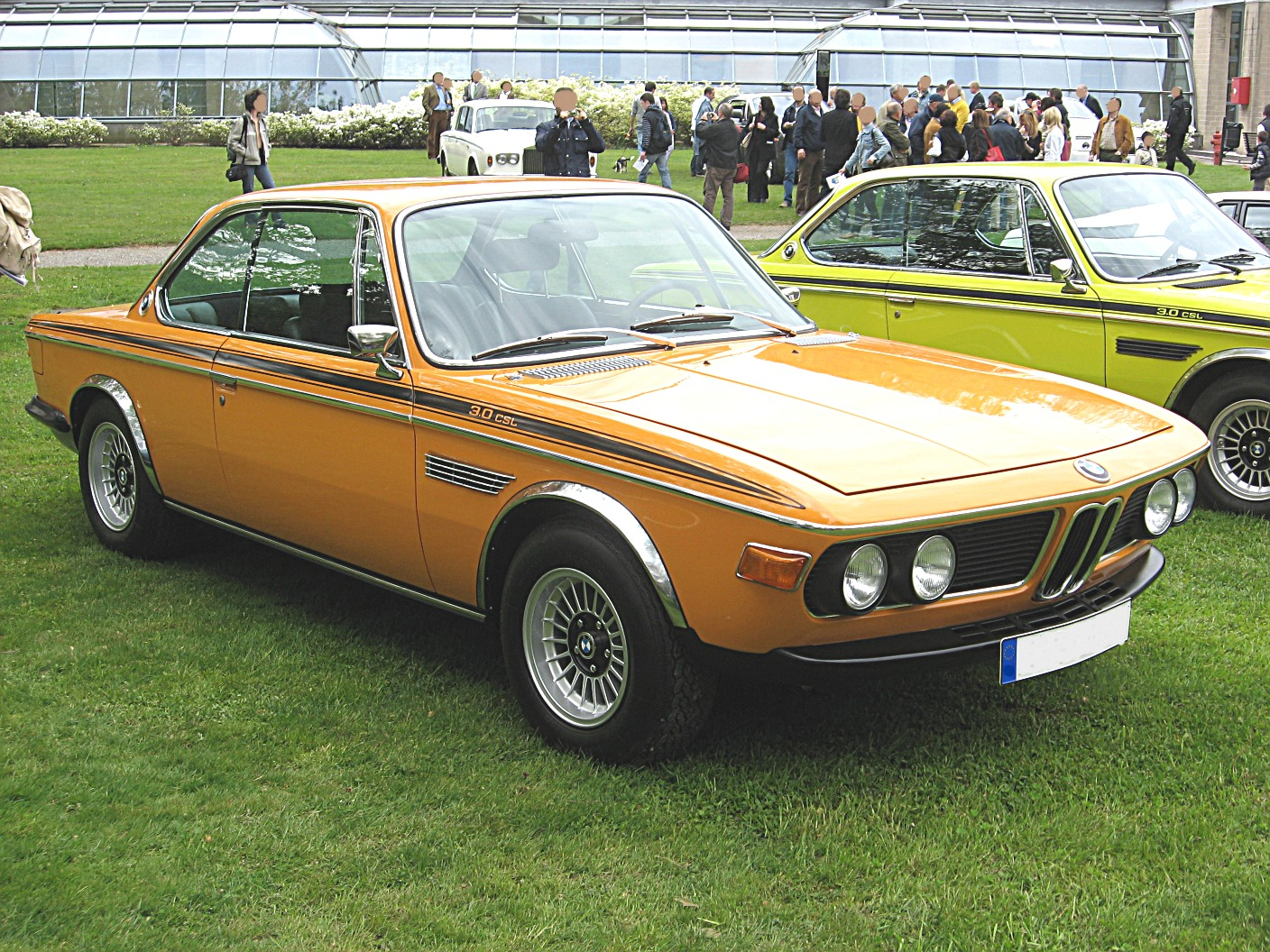
La BMW 3.0 CSL

Alla fine del 1973, la CSLi subì una profonda evoluzione, sia meccanica che estetica: il motore da 3 litri fu rivisto in profondità e portato a 3153 cm³, con potenza massima cresciuta di poco (206 CV). Per migliorare l'efficienza aerodinamica del modello venne sviluppato un kit comprendente parziale carenatura del sottoscocca, eliminazione dei paraurti, spoiler anteriore, alettone posteriore (di grandi dimensioni), deflettore sulla parte posteriore del tetto e strip motorsport rosse azzurre e blu. Le versioni dotate di questo kit (disponibile solo con le colorazioni bianco e argento metallizzato) erano soprannominate Batmobile. La massiccia ala posteriore non veniva installata in fabbrica, ma messa nel baule e lasciata installare dal cliente, poiché in Germania non era omologata per uso stradale.
Nel 1974, su alcuni mercati (non su quello italiano) venne lanciata la 2.5 CS, equipaggiata col 6 cilindri di 2494 cm³ da 150 CV e dotata di un allestimento semplificato. L'ultima evoluzione della CSL stradale (1975) riguardò la cilindrata del motore, incrementata da 3003 a 3153 cm³ (206 CV).
La versione da gara, nel frattempo, aveva fatto man bassa di campionati Europei (Gruppo 4 e Gruppo 5): 6 consecutivi dal 1973 al 1979, anno in cui scadde l'omologazione. Da notare che gli ultimi 3 furono "postumi", nel senso che tutte le E9 sono uscite di listino nel 1976.

## Le E9 negli USA
Le coupé E9 vennero esportate negli USA. Prima del 1974 (anno dell'entrata in vigore della nuova normativa statunitense in tema di sicurezza automobilistica ed inquinamento) le versioni USA erano identiche a quelle per l'Europa (ma con una dotazione più completa: aria condizionata, cambio automatico, servosterzo, interni in pelle erano di serie, mentre nel Vecchio Continente erano optional). Dopo il 1974 venne presentata una versione specifica per il mercato d'oltreoceano, la 3.0 CSi Bavaria, dotata di massicci paraurti ad assorbimento e motore (solo a iniezione) con dispositivi antinquinamento (che limitavano la potenza a 176 CV).

## Tabella riassuntiva
Di seguito, ecco una tabella riassuntiva dei principali dati tecnici (e non solo) relativi ai vari modelli delle BMW E9:
| Modello | Anni di produzione | Cilindrata cc | Alimentazione                | Potenza CV     | Coppia max Nm  | Velocità Massima km/h | 0/100 km/h s |
| 2.5 CS  | 1974-76            | 2494          | Un carburatore doppio corpo  | 150 a 6000 rpm | 215 a 2700 rpm | 194                   | 10"3         |
| 2800 CS | 1968-71            | 2788          | Un carburatore doppio corpo  | 170 a 6000 rpm | 238 a 3700 rpm | 200                   | 9"1          |
| 3.0 CS  | 1971-76            | 2986          | Due carburatori doppio corpo | 180 a 6000 rpm | 260 a 3700 rpm | 205                   | 8"9          |
| 3.0 CSi | 1971-76            | 2986          | Iniezione                    | 200 a 5500 rpm | 277 a 4300 rpm | 220                   | 7"7          |
| 3.0 CSL | 1971-73            | 3003          | Due carburatori doppio corpo | 180 a 6000 rpm | 260 a 3700 rpm | 210                   | 7"7          |
| 3.0 CSL | 1972-73            | 3003          | Iniezione                    | 200 a 5600 rpm | 270 a 4200 rpm | 220                   | 7"6          |
| 3.0 CSL | 1973-75            | 3153          | Iniezione                    | 206 a 5600 rpm | 292 a 4200 rpm | 230                   | 7"5          |

## La produzione

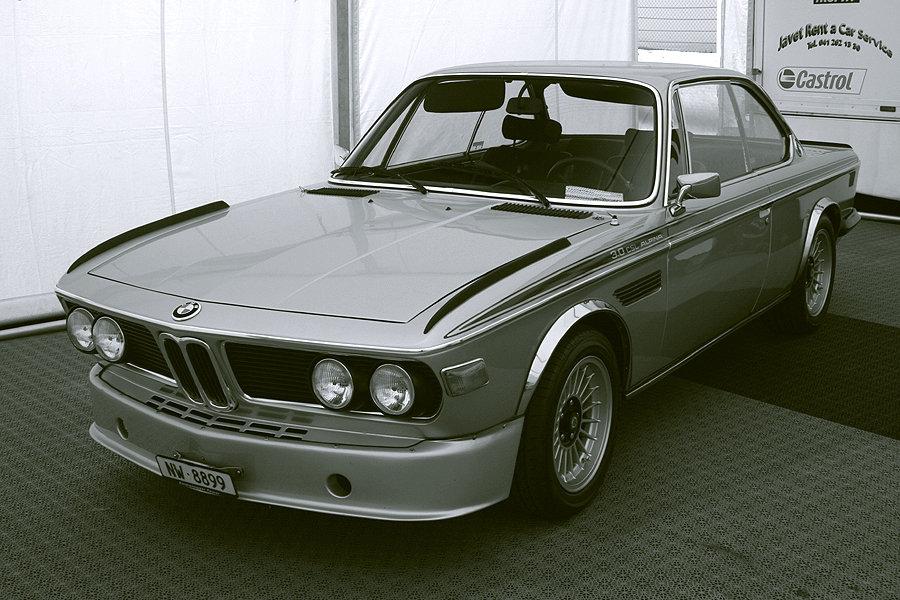
BMW 3.0 CSL Alpina

In tutto sono state costruite 30.410 E9. La produzione è così ripartita:
- 2800 CS (1968-71): 9.399 esemplari
- 2.5 CS (1974-76): 844 esemplari
- 3.0 CS (1971-76): 10.659 esemplari
- 3.0 CSi (1971-76): 8.412 esemplari
- 3.0 CSL (1972-76): 929 esemplari
- 3.0 CSL Batmobile (1973-76): 167 esemplari

## 3.0 CSL Hommage

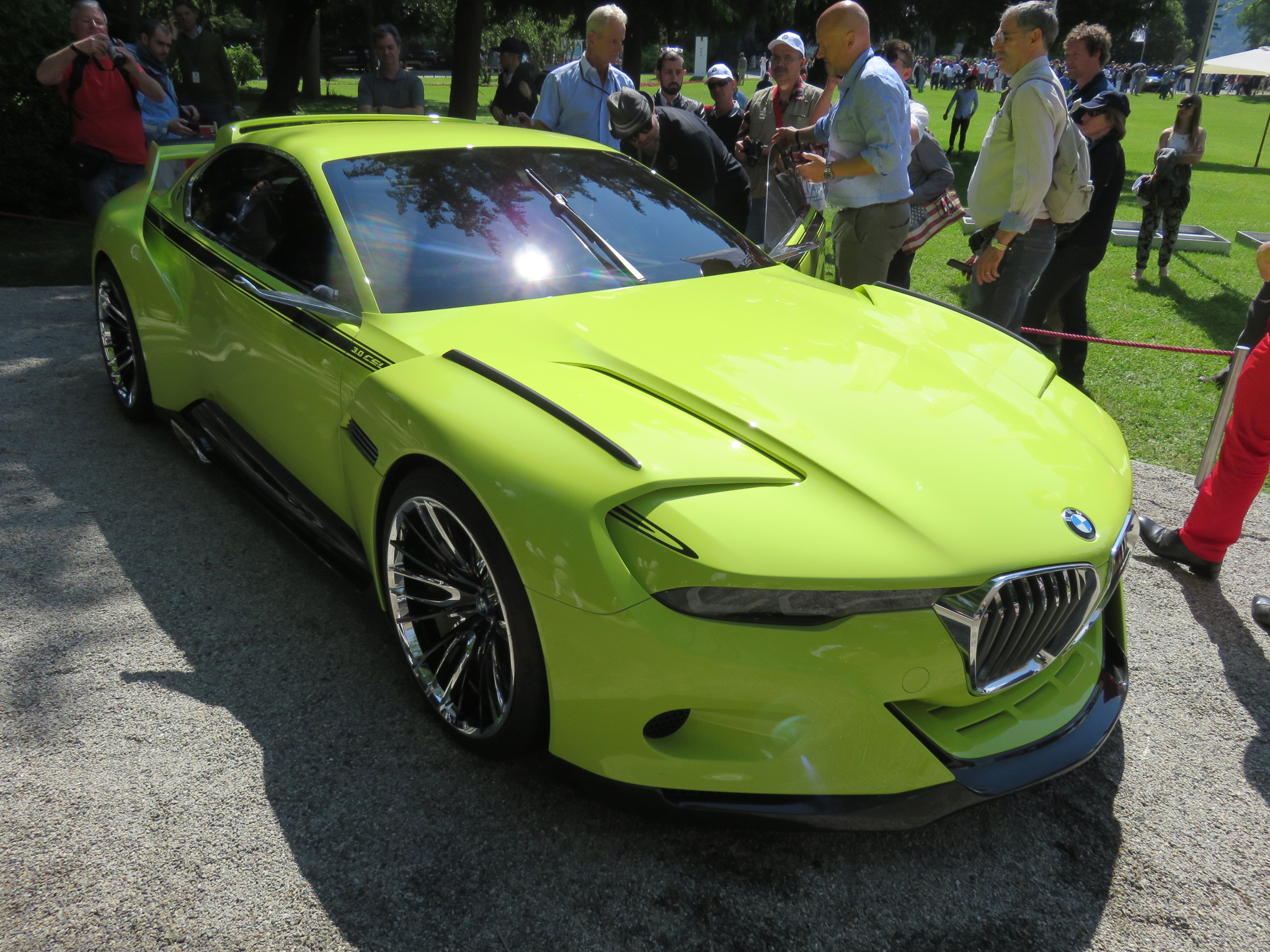
BMW 3.0 CSL Hommage del 2015

Nel 2015 la BMW ha introdotto la concept car 3.0 CSL Hommage al Concorso d'Eleganza di Villa d'Este. La vettura è un omaggio alla 3.0 CSL degli anni 70. Ha un motore 3.0 longitudinale in linea sei cilindri con un sistema ibrido Eboost nella parte posteriore della vettura. Come omaggio all'auto originale, la 3.0 CSL Hommage ha un interno minimale per mantenere il peso il più basso possibile; la fibra di carbonio e l'alluminio sono utilizzati per gran parte della scocca, del telaio e della carrozzeria. L'immagine estetica si scopre relativamente fedele alla 3.0 CSL originale, nonostante questo prototipo abbia una linea futuristica, ma questo prototipo non si limita a guardare al passato, avendo anche dei richiami alla BMW i8 che è una vettura di serie. La 3.0 CSL Hommage ha dei fari laser a LED simili a quelli adottati dalla BMW i8.